# Manettia nebulosa
Manettia nebulosa är en måreväxtart som beskrevs av Raymond Benoist. Manettia nebulosa ingår i släktet Manettia och familjen måreväxter. IUCN kategoriserar arten globalt som akut hotad.
Artens utbredningsområde är Ecuador. Inga underarter finns listade i Catalogue of Life.